# Pseuderemias
Pseuderemias es un género de lagartos de la familia Lacertidae. Sus especies se distribuyen por buena parte del este y nordeste de África.

## Especies

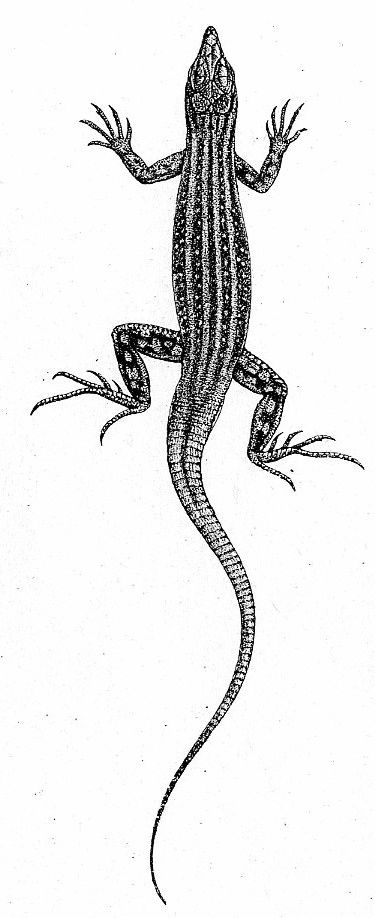
Pseuderemias smithii

Se reconocen las siguientes siete especies:
- Pseuderemias brenneri (Peters, 1869)
- Pseuderemias erythrosticta (Boulenger, 1891)
- Pseuderemias mucronata (Blanford, 1870)
- Pseuderemias savagei (Gans, Laurent & Pandit, 1965)
- Pseuderemias septemstriata (Parker, 1942)
- Pseuderemias smithii (Boulenger, 1895)
- Pseuderemias striatus (Peters, 1874)